# Municipio de Spruce Hill (Pensilvania)
El municipio de Spruce Hill

## Geografía
El municipio de Spruce Hill se encuentra ubicado en las coordenadas 40°27′00″N 77°30′59″O / 40.45000, -77.51639.

## Demografía
Según la Oficina del Censo en 2000 los ingresos medios por hogar en la localidad eran de $35,962 y los ingresos medios por familia eran de $40,547. Los hombres tenían unos ingresos medios de $33,929 frente a los $20,278 para las mujeres. La renta per cápita de la localidad era de $15,135. Alrededor del 9,7% de la población estaba por debajo del umbral de pobreza.